# Heike Henkel
Heike Henkel, született Redetzky (Kiel, 1964. május 5. –) olimpiai, világ- és Európa-bajnok német atléta, magasugró.

## Pályafutása
1984-ben és 1988-ban az NSZK színeiben vett részt az olimpiai játékokon. Los Angeles-ben csak a tizenegyedik lett, Szöulban pedig még a selejtezőkörön sem jutott túl.
Pályafutása legnagyobb sikereit az 1990-es évek elején érte el. 1990-ben győzött a spliti Európa-bajnokságon, majd 91-ben első lett a szabadtéri és a fedett pályás világbajnokságon is. A barcelonai olimpián a legjobbak közt jutott be a szám döntőjébe, ahol két centiméterrel ugrott nagyobbat, mint a végül ezüstérmes román Galina Astafei.
1992-ben őt választották az év német sportolónőjének.

## Egyéni legjobbjai
- Magasugrás - 2,07 méter (1992)

## Magánélete
1989 és 2001 között Rainer Henkel világ- és Európa-bajnok úszó felesége volt, majd 2004 áprilisában hozzáment Paul Meier tízpróbázóhoz.